# Ruwe bies
De ruwe bies (Schoenoplectus tabernaemontani, synoniem: Scirpus lacustris subsp. tabernaemontani) is een vaste plant, die behoort tot de cypergrassenfamilie (Cyperaceae). De plant komt van nature voor in Eurazië. De ruwe bies was tot in de negentiende eeuw een belangrijk exportgewas, dat naast de mattenbies werd geteeld ten behoeve van stoelzittingen.
De plant wordt 0,5-2,8 m hoog en heeft een zachte, taaie wortelstok, die in het jonge stadium wit is en later naar geel tot geelbruin verkleurt. De rolronde, gevulde stengel is blauwgroen of grijsgroen en aan de voet meestal knotsvormig verdikt. Voor en tijdens de bloei heeft de plant geen of slechts één blad met bladschijf. Bij het verweren van de bladscheden komen er niet of nauwelijks vezels vrij.
De ruwe bies bloeit van juni tot de herfst met eivormige tot langwerpige aren. De roodbruine kafjes hebben talrijke rode wratjes, waardoor ze ruw aanvoelen en waaraan de plant haar naam te danken heeft. De kafjes staan in een spiraal. De bloeiwijze is schijnbaar zijdelings door het stengelachtige schutblad.
De vrucht is een 2-2,5 mm lang, lensvormig nootje en kleeft door de borstelharen aan vogels vast.
De plant komt vooral in brak water aan oever, duinplassen en in rietlanden voor.

## Namen in andere talen
- Duits: Salz-Teichbinse
- Engels: Grey Club-rush, Softstem bulrush
- Frans: Jonc des chaisiers glauque-Scirpe glauque